# Netscape Navigator
Netscape Navigator — браузер, производившийся компанией Netscape Communications с 1994 по 2007 год. Версии Netscape до 4 были основными конкурентами Internet Explorer, версии 6—7.2 были основаны на Mozilla Application Suite. 28 декабря 2007 года компания объявила о прекращении поддержки и разработки браузера.
1 марта 2008 года компания AOL прекратила поддержку браузера Netscape Navigator.

## Классические версии Netscape

### Netscape Navigator (версии 1.0—3.04)
Первые бета-версии браузера, выпущенные в 1994 году, назывались Mosaic, затем Mosaic Netscape. Позднее название программы было изменено на Netscape Navigator из-за Национального центра суперкомпьютерных приложений, создателя NCSA Mosaic, в разработке которого участвовало много основателей Netscape. Компания-разработчик также сменила название с Mosaic Communications Corporation на Netscape Communications Corporation.
На момент создания браузер обладал самыми широкими возможностями, что обеспечило ему лидерство на рынке, несмотря на то, что он существовал тогда в виде бета-версии. После выпуска версии 1.0 доля на рынке продолжила стремительный рост. В версию 2.0 была встроена полнофункциональная программа для работы с электронной почтой. Netscape превратился из просто браузера в семейство программ для работы в Интернете. В течение этого периода сам браузер и семейство программ носили одно название — Netscape Navigator. В это время AOL начала включать в своё программное обеспечение браузер Microsoft Internet Explorer.
Версия 3.0 (бета-версия носила кодовое имя Atlas) была первой, которая смогла принять вызов Microsoft Internet Explorer 3.0. По оценкам многих специалистов, на тот момент Netscape 3.0 стал браузером номер один в мире. Данный релиз существовал также в версии Gold, содержащей WYSIWYG — HTML-редактор, который позже стал стандартной функцией Netscape Communicator. Netscape 3.0 предлагал множество новых функций, таких как плагины, цветные фоны таблиц, элемент applet. Последняя версия была под номером 3.04.

### Netscape Communicator (версии 4.0—4.8)
С выпуском Netscape 4 была решена проблема одинакового названия собственно браузера и всего семейства программ: семейство программ было переименовано в Netscape Communicator.
После выпуска пяти предварительных релизов (в 1996—1997 годах) в июне 1997 года Netscape Corp. выпустила финальную версию Netscape Communicator. Эта версия была основана на обновлённом коде Netscape Navigator 3, в ней были добавлены такие возможности, как поддержка некоторых элементов CSS1, элемента object, минимальная поддержка различных шрифтов. Версия 4.0 была весьма успешна, однако, конкуренция с Internet Explorer 4.0, который имел в то время более современное ядро обработки HTML, усилилась. Семейство программ Netscape Communicator включало в себя браузер Netscape Navigator, программу для работы с электронной почтой и новостными группами Netscape Mail and Newsgroups, адресную книгу Netscape Address Book и HTML-редактор Netscape Composer.
В октябре 1998 года была выпущена версия 4.5. В новой версии появилось много новых возможностей, особенно в почтовом клиенте. При этом ядро не обновилось и по своей функциональности в основном соответствовало версии 4.08. Спустя месяц, Netscape Communications Corporation была приобретена корпорацией AOL.
Отдельно браузер был также доступен, однако поддержка программы для Microsoft Windows прекратилась после выпуска версии 4.08. Отдельно браузер для других операционных систем, таких как Unix и Linux, поддерживался до версии 4.8.
В январе 1998 года Netscape Communications Corporation объявила в пресс-релизе, что все будущие версии будут бесплатными и будут разрабатываться в рамках сообщества открытого исходного кода (Mozilla). Также был анонсирован Netscape Communicator версии 5.0 (кодовое название — Grommit).
Вместе с тем обострилась проблема задержек выхода основных версий программы. В Netscape Communicator 4.x существовало большое число ошибок обработки HTML и CSS, а объектная модель документа (DOM), предложенная Netscape, не нашла поддержки в W3C, который принял за основу вариант, предложенный Microsoft, которая в то время была основным спонсором консорциума. В результате новым лидером на рынке стал Microsoft Internet Explorer 4 (а позднее — 5.0), благодаря лучшей поддержке HTML 4, CSS, DOM и ECMAScript. В ноябре 1998 года работа над Netscape 5.0 была прекращена и было принято решение начать разработку абсолютно новой программы с нуля. Глава компании Microsoft (Билл Гейтс) после таких действий, конечно же, ответил перед судом, а корпорация поплатилась своей репутацией и падением акций в цене. Но после судебного разбирательства (которое длилось четыре года) корпорация Microsoft отделалась предупреждением. А к тому времени Internet Explorer оставил уже далеко позади Netscape.

## Версии Netscape, основанные на Mozilla

### Netscape 6 (версии 6.0—6.2.3)
Как уже говорилось, Netscape приняла решение разрабатывать браузер в рамках проекта с открытым исходным кодом. Была создана неформальная группа Mozilla Organization, которая в основном финансировалась Netscape, оплачивавшей труд основной части программистов, работавших над проектом. Эта группа должна была координировать усилия по разработке Netscape 5, базировавшегося на исходном коде Communicator. Однако устаревший код создавал большие проблемы, и было принято решение написать программу заново. Новый исходный код был назван Mozilla, на основе которого с небольшими изменениями был создан Netscape 6.
Решение начать разработку браузера с нуля означало значительную задержку выпуска очередной версии. В это время Netscape была поглощена корпорацией AOL, которая, действуя под давлением проекта веб-стандартов (Web Standards Project), ускорила выход Netscape версии 6.0, которая появилась в 2000 году. Семейство программ снова состояло из браузера Netscape Navigator и других компонентов Communicator с добавлением встроенного клиента AOL Instant Messenger — Netscape Instant Messenger. Однако было ясно, что Netscape 6 ещё не был готов и работал нестабильно, так как основывался на ещё сыром коде Mozilla 0.6. Более поздние версии Netscape 6 были значительно улучшены (особенно серия 6.2.x), но браузер всё ещё боролся за успех у разочарованного неудачными версиями сообщества.
Версия 6.2 была представлена в конце октября 2001 года.

### Netscape (версии 7.0—7.2)
Версия 7 (кодовое имя Mach V) стала называться просто Netscape, браузер в составе семейства программ сохранил своё название Netscape Navigator.
Netscape 7.0, основанный на коде Mozilla 1.0.1, был выпущен в августе 2002 года и был прямым продолжением Netscape 6 с теми же компонентами. Некоторые пользователи перешли на него, однако их число было незначительно. Одной из причин было то, что браузер Mozilla сам по себе был сильным игроком. К тому же, AOL решила деактивировать функцию блокировки всплывающих окон, доступную в Mozilla, что вызвало возмущение среди пользователей. AOL учла это и в следующей версии Netscape 7.01 блокировка всплывающих окон была включена. Netscape также выпустила версию без компонентов AOL. Netscape 7.1 (кодовое имя Buffy, основан на Mozilla 1.4) был выпущен в июне 2003 года.
В 2003 году AOL закрыла подразделение Netscape и уволила или назначила на другие должности всех сотрудников, работавших над проектом. Проект Mozilla.org, однако, продолжил своё развитие в качестве независимого Mozilla Foundation, приняв многих бывших сотрудников Netscape. AOL продолжила самостоятельную разработку Netscape, однако, поскольку команда разработчиков была распущена, улучшения были минимальны.
Год спустя, в августе 2004 года была выпущена последняя версия Netscape основанная на Mozilla (7.2, версия Mozilla — 1.7.2).

## Версии Netscape, основанные на Mozilla Firefox

### Netscape Browser (версии 8.0+)
Netscape 8, выпущенный в 2005 году называется Netscape Browser. Он сделан на основе браузера Mozilla Firefox производства Mozilla Foundation. Последние версии содержат только сам браузер без дополнительных программ для работы с электронной почтой и создания интернет-страниц. Кроме этого, начиная с версии 8.0, браузер существует только в версии для Windows, а также поддерживает работу как ядра Gecko, так и Trident, который используется в Internet Explorer.

### Netscape Navigator 9.0
Последней версией браузера является 9.0 именуемая Netscape Navigator. Первая бета-версия была выпущена 5 июня 2007 года. Разрабатывалась корпорацией Netscape Communications на движке Gecko 1.9, который используется в Mozilla Firefox 2.0.

### Объявление о прекращении поддержки
28 декабря 2007 года в блоге Netscape было объявлено, что Netscape 9 будет поддерживаться обновлениями безопасности AOL (Time Warner) до 1 февраля 2008 года, и после этого активная поддержка любых версий будет прекращена. В последнее время команда разработчиков Netscape уменьшилась до небольшой группы, занятой в основном работой над дистрибутивом Mozilla Firefox с другой темой и несколькими расширениями. Пользователям Netscape было рекомендовано перейти на Firefox.
Обновление 9.0.0.6 (февраль 2008) предлагало скачать Flock или Firefox. Официальная поддержка браузера Netscape Navigator закончилась 1 марта 2008 года.

## История версий
| Легенда:      | Легенда:       | Легенда:    | Легенда: |
| ------------- | -------------- | ----------- | -------- |
| Старая версия | Текущая версия | Бета-версия |          |

| Название                          | Линейка | Версия  | Основан на:          | Дата релиза      | Примечание |
| --------------------------------- | ------- | ------- | -------------------- | ---------------- | --- |
| Netscape Navigator                | 1.x     | 1.0     | Netscape             | 15 декабря 1994  | Первый выпуск |
| Netscape Navigator                | 1.x     | 1.1     | Netscape             |                  | |
| Netscape Navigator                | 1.x     | 1.22    | Netscape             |                  | |
| Netscape Navigator                | 2.x     | 2.0     | Netscape             | 18 сентября 1995 | Добавлена поддержка JavaScript, Java, плагинов, интегрированный Messenger / Collabra, Auto-dither, Live3D. Поддержка тегов font color, div, wrap и textarea. Superscript / subscript, GIF-анимация |
| Netscape Navigator                | 2.x     | 2.01    | Netscape             |                  | |
| Netscape Navigator                | 2.x     | 2.02    | Netscape             |                  | |
| Netscape Navigator                | 3.x     | 3.0     | Netscape             | 19 августа 1996  | Добавлена поддержка для LiveAudio, LiveVideo, QuickTime, POP3, HTML 3.2 и экстра-тегов. |
| Netscape Navigator                | 3.x     | 3.01    | Netscape             |                  | |
| Netscape Navigator                | 3.x     | 3.02    | Netscape             |                  | |
| Netscape Navigator                | 3.x     | 3.03    | Netscape             | 31 июля 1997     | |
| Netscape Navigator                | 3.x     | 3.04    | Netscape             | 4 октября 1997   | |
| Netscape Navigator / Communicator | 4.x     | 4.0     | Netscape             | 11 июня 1997     | Обозреватель вошёл в состав пакета Netscape Communicator, куда также вошли Navigator, Messenger, Composer, Collabra, Netcaster и Conference. |
| Netscape Navigator / Communicator | 4.x     | 4.01    | Netscape             | 18 июня 1997     | |
| Netscape Navigator / Communicator | 4.x     | 4.01a   | Netscape             | 19 июня 1997     | |
| Netscape Navigator / Communicator | 4.x     | 4.02    | Netscape             | 18 августа 1997  | |
| Netscape Navigator / Communicator | 4.x     | 4.03    | Netscape             | 14 сентября 2004 | |
| Netscape Navigator / Communicator | 4.x     | 4.04    | Netscape             | 14 ноября 1997   | |
| Netscape Navigator / Communicator | 4.x     | 4.05    | Netscape             | 2 апреля 1998    | |
| Netscape Navigator / Communicator | 4.x     | 4.06    | Netscape             | 17 августа 1998  | Добавлен Macromedia Flash-плагин, «Smart Browsing» и NetWatch. |
| Netscape Navigator / Communicator | 4.x     | 4.07    | Netscape             | 5 октября 1998   | |
| Netscape Navigator / Communicator | 4.x     | 4.08    | Netscape             | 9 ноября 1998    | Последний выпуск для 16-битных Windows и 68k Маков |
| Netscape Communicator             | 4.x     | 4.5     | Netscape             | 19 октября 1998  | Добавлены integrated / Internet messaging, улучшено SmartBrowsing |
| Netscape Communicator             | 4.x     | 4.51    | Netscape             | 8 марта 1999     | |
| Netscape Communicator             | 4.x     | 4.6     | Netscape             | 18 мая 1999      | Добавлены AIM, RealPlayer G2, NetHelp |
| Netscape Communicator             | 4.x     | 4.61    | Netscape             | 14 июня 1999     | |
| Netscape Communicator             | 4.x     | 4.7     | Netscape             | 30 сентября 1999 | Добавлены Netscape Radio, Shop@Netscape, AIM 3.0, Winamp и PalmPilot. |
| Netscape Communicator             | 4.x     | 4.72    | Netscape             | 22 февраля 2000  | Убрана возможность «Calendar Client» |
| Netscape Communicator             | 4.x     | 4.73    | Netscape             | 5 мая 2000       | Добавлено 128-битное шифрование |
| Netscape Communicator             | 4.x     | 4.74    | Netscape             | 22 июля 2000     | |
| Netscape Communicator             | 4.x     | 4.75    | Netscape             | 17 сентября 2000 | |
| Netscape Communicator             | 4.x     | 4.76    | Netscape             | 25 октября 2000  | |
| Netscape Communicator             | 4.x     | 4.77    | Netscape             | 16 апреля 2001   | |
| Netscape Communicator             | 4.x     | 4.78    | Netscape             | 20 июля 2001     | |
| Netscape Communicator             | 4.x     | 4.79    | Netscape             | 10 ноября 2001   | |
| Netscape Communicator             | 4.x     | 4.8     | Netscape             | 22 августа 2002  | Последний релиз, базирующийся на Communicator |
| Netscape 6                        | 6.x     | 6.0     | Mozilla Milestone 18 | 14 ноября 2000   | Первый выпуск Netscape на базе pre-release-версии Mozilla Application Suite. Включает в себя боковую панель Sidebar, возможность выборочной установки компонентов, встроенный поиск, темы, защиту приватности и поддержку нескольких аккаунтов e-mail.                                                                    |
| Netscape 6                        | 6.x     | 6.01    | Mozilla 0.7          | 9 февраля 2001   | |
| Netscape 6                        | 6.x     | 6.1     | Mozilla 0.9.2.1      | 8 августа 2001   | Новый интерфейс по умолчанию, поиск из адресной строки, поддержка Mac OS X в предварительном выпуске. |
| Netscape 6                        | 6.x     | 6.2     | Mozilla 0.9.4.1      | 30 октября 2001  | Добавлены функции QuickLaunch, AutoComplete. Полная поддержка Mac OS X и Windows XP |
| Netscape 6                        | 6.x     | 6.2.1   | Mozilla 0.9.4.1      |                  | |
| Netscape 6                        | 6.x     | 6.2.2   | Mozilla 0.9.4.1      |                  | |
| Netscape 6                        | 6.x     | 6.2.3   | Mozilla 0.9.4.1      | 15 мая 2002      | |
| Netscape 7                        | 7.x     | 7.0     | Mozilla 1.0.1        | 29 августа 2002  | На базе финальных версий от Mozilla Suite. Добавлены: поддержка вкладок, блокировщик всплывающих окон, полноэкранный режим работы, менеджер закачек, поддержка P3P. |
| Netscape 7                        | 7.x     | 7.01    | Mozilla 1.0.2        | 10 декабря 2002  | |
| Netscape 7                        | 7.x     | 7.02    | Mozilla 1.0.2        | 18 февраля 2003  | |
| Netscape 7                        | 7.x     | 7.1     | Mozilla 1.4          | 30 июня 2003     | Поддержка Windows Media Player ActiveX-control, веб-сервисов для JavaScript API’s. |
| Netscape 7                        | 7.x     | 7.2     | Mozilla 1.7          | 17 августа 2004  | Добавлены: менеджер паролей, поддержка vCard, Palm Sync. Добавлена Netscape Toolbar и возможность редактирования таблиц в Composer. |
| Netscape Browser                  | 8.x     | 0.5.6   | Firefox 0.9.3        | 30 ноября 2004   | Автономный браузер для ОС Windows на базе Firefox, Бета-версия. Использует два движка вывода веб-страниц: Gecko и Trident. Добавлены: менеджер сайтов, мульти-панель, авто-заполнение форм и расширенные функции контроля вкладок.                                                                                        |
| Netscape Browser                  | 8.x     | 0.6.4   | Firefox 1.0          | 7 января 2005    | Пре-бета версия |
| Netscape Browser                  | 8.x     | 0.9.4   | Firefox 1.0          | 17 февраля 2005  | Пре-бета версия |
| Netscape Browser                  | 8.x     | 0.9.5   | Firefox 1.0          | 23 февраля 2005  | Пре-бета версия |
| Netscape Browser                  | 8.x     | 0.9.6   | Firefox 1.0          | 3 марта 2005     | Бета-версия |
| Netscape Browser                  | 8.x     | 8.0     | Firefox 1.0.3        | 19 мая 2005      | Финальный выпуск Netscape Browser |
| Netscape Browser                  | 8.x     | 8.0.1   | Firefox 1.0.3        | 19 мая 2005      | |
| Netscape Browser                  | 8.x     | 8.0.2   | Firefox 1.0.4        | 17 июня 2005     | |
| Netscape Browser                  | 8.x     | 8.0.3.1 | Firefox 1.0.6        | 25 июня 2005     | |
| Netscape Browser                  | 8.x     | 8.0.3.3 | Firefox 1.0.6        | 8 августа 2005   | |
| Netscape Browser                  | 8.x     | 8.0.3.4 | Firefox 1.0.6        | 17 августа 2005  | |
| Netscape Browser                  | 8.x     | 8.0.4   | Firefox 1.0.7        | 19 октября 2005  | |
| Netscape Browser                  | 8.x     | 8.1     | Firefox 1.0.7        | 25 января 2006   | Добавлена защита против spyware и adware, новый Dynamic Security Centre, менеджер профилей, новая панель опций и улучшенное управление лентами RSS. |
| Netscape Browser                  | 8.x     | 8.1.2   | Firefox 1.0.8        | 27 сентября 2006 | |
| Netscape Browser                  | 8.x     | 8.1.3   | Firefox 1.0.8        | 2 апреля 2007    | Последний выпуск Netscape Browser |
| Netscape Navigator 9              | 9.x     | 9.0b1   | Firefox 2.0.0.4      | 15 июня 2007     | Автономный браузер на базе Mozilla Firefox 2, глобальная редакция Browser 8.x. Поддержка только движка Gecko. Добавлена интеграция Netscape.com, улучшен просмотр FTP-ресурсов, улучшенная система закладок, поддержка кроссплатформенности, совместимость с расширениями для Firefox и новый пользовательский интерфейс. |
| Netscape Navigator 9              | 9.x     | 9.0b2   | Firefox 2.0.0.4      | 12 июля 2007     | Добавлены улучшенные опции просмотра вкладок |
| Netscape Navigator 9              | 9.x     | 9.0b3   | Firefox 2.0.0.6      | 15 августа 2007  | Удалена интеграция с Propeller. |
| Netscape Navigator 9              | 9.x     | 9.0rc1  | Firefox 2.0.0.7      | 1 октября 2007   | Снова добавлен необязательный splash screen |
| Netscape Navigator 9              | 9.x     | 9.0     | Firefox 2.0.0.7      | 15 октября 2007  | Финальный релиз Netscape Navigator 9 |
| Netscape Navigator 9              | 9.x     | 9.0.0.1 | Firefox 2.0.0.8      | 22 октября 2007  | |
| Netscape Navigator 9              | 9.x     | 9.0.0.2 | Firefox 2.0.0.8      | 1 ноября 2007    | |
| Netscape Navigator 9              | 9.x     | 9.0.0.3 | Firefox 2.0.0.9      | 2 ноября 2007    | |
| Netscape Navigator 9              | 9.x     | 9.0.0.4 | Firefox 2.0.0.10     | 27 ноября 2007   | |
| Netscape Navigator 9              | 9.x     | 9.0.0.5 | Firefox 2.0.0.11     | 11 декабря 2007  | |
| Netscape Navigator 9              | 9.x     | 9.0.0.6 | Firefox 2.0.0.12     | 20 февраля 2008  | Дополнение для миграции на Flock или Firefox. |